# Johan Alm (ishockeyspelare)
Johan Alm, född 28 januari 1992 i Skellefteå i Sverige, är en svensk ishockeyspelare som för närvarande tillhör IK Oskarshamn i SHL.

## Karriär
Alm spelar back. Han fostrades i Skellefteå AIKs juniorverksamhet, men gjorde sin första elitseriematch med Frölunda HC säsongen 2009/2010. Redan säsongen efter återvände han dock till Skellefteå där han spelade fram till 2014. Alm fick sitt genombrott under säsongen 2013/2014 där han var en av Skellefteå AIK:s bästa backar genomgående under säsongen samt i efterföljande slutspel. Alm var även högaktuell till Pär Mårts trupp till VM i Minsk men tvingades tacka nej på grund av en skada han ådragit sig under slutspelet. Efter säsongen visade flera NHL-klubbar intresse för Alm och den 28 maj 2014 skrev Alm på ett två-årskontrakt med Nashville Predators.

## Klubbar
- Skellefteå AIK
- Frölunda HC
- Milwaukee Admirals